# GJA4
GJA4 (англ. Gap junction protein alpha 4) – білок, який кодується однойменним геном, розташованим у людей на короткому плечі 1-ї хромосоми.  Довжина поліпептидного ланцюга білка становить 333 амінокислот, а молекулярна маса — 37 414.
| 10         |  | 20         |  | 30         |  | 40         |  | 50         |
| ---------- |  | ---------- |  | ---------- |  | ---------- |  | ---------- |
| MGDWGFLEKL |  | LDQVQEHSTV |  | VGKIWLTVLF |  | IFRILILGLA |  | GESVWGDEQS |
| DFECNTAQPG |  | CTNVCYDQAF |  | PISHIRYWVL |  | QFLFVSTPTL |  | VYLGHVIYLS |
| RREERLRQKE |  | GELRALPAKD |  | PQVERALAAV |  | ERQMAKISVA |  | EDGRLRIRGA |
| LMGTYVASVL |  | CKSVLEAGFL |  | YGQWRLYGWT |  | MEPVFVCQRA |  | PCPYLVDCFV |
| SRPTEKTIFI |  | IFMLVVGLIS |  | LVLNLLELVH |  | LLCRCLSRGM |  | RARQGQDAPP |
| TQGTSSDPYT |  | DQVFFYLPVG |  | QGPSSPPCPT |  | YNGLSSSEQN |  | WANLTTEERL |
| ASSRPPLFLD |  | PPPQNGQKPP |  | SRPSSSASKK |  | QYV        |  |            |

A: Аланін

C: Цистеїн

D: Аспарагінова кислота

E: Глутамінова кислота

F: Фенілаланін

G: Гліцин

H: Гістидин

I: Ізолейцин

K: Лізин

L: Лейцин

M: Метіонін

N: Аспарагін

P: Пролін

Q: Глутамін

R: Аргінін

S: Серин

T: Треонін

V: Валін

W: Триптофан

Задіяний у такому біологічному процесі як поліморфізм. 
Локалізований у клітинній мембрані, мембрані, клітинних контактах.